# Terrazzo (Verona)
Terrazzo is een gemeente in de Italiaanse provincie Verona (regio Veneto) en telt 2336 inwoners (31-12-2004). De oppervlakte bedraagt 20,5 km², de bevolkingsdichtheid is 114 inwoners per km².
De volgende frazioni maken deel uit van de gemeente: Begosso, Nichesola.

## Demografie
Terrazzo telt ongeveer 866 huishoudens. Het aantal inwoners daalde in de periode 1991-2001 met 6,5% volgens cijfers uit de tienjaarlijkse volkstellingen van ISTAT.
| Jaar | Inwoneraantal |
| ---- | ------------- |
| 1991 | 2551          |
| 2001 | 2385          |

## Geografie
De gemeente ligt op ongeveer 12 m boven zeeniveau.
Terrazzo grenst aan de volgende gemeenten: Badia Polesine (RO), Bevilacqua, Boschi Sant'Anna, Castagnaro, Castelbaldo (PD), Legnago, Merlara (PD), Urbana (PD), Villa Bartolomea.